# Groote Schuur Hospital
Le Groote Schuur Hospital est un grand Centre hospitalier universitaire, financé par le gouvernement, situé sur les pentes de Devil's Peak dans la ville du Cap, en Afrique du Sud. Il a été fondé en 1938 et il est célèbre pour être l'institution où la première transplantation cardiaque d'homme à homme a eu lieu, menée par le chirurgien Christiaan Barnard sur le patient Louis Washkansky.

## Histoire
Groote Schuur est l'hôpital principal de l'école de médecine de l'Université du Cap, fournissant des soins tertiaires et de la formation dans toutes les grandes branches de la médecine. L'hôpital a subi une extension majeure en 1984, quand deux nouvelles ailes ont été ajoutées. En tant que tel, l'ancien bâtiment principal héberge aujourd'hui principalement plusieurs départements cliniques ainsi qu'un musée sur la première transplantation cardiaque humaine.
L'hôpital bénéficie d'une renommée internationale en tant qu'institution de recherche et est reconnu mondialement pour son unité de traumatologie,ses départements d'anesthésiologie et de médecine interne. Groote Schuur attire de nombreux étudiants en médecine en visite, des résidents et des spécialistes chaque année, qui viennent acquérir de l'expérience dans divers domaines. En décembre 2006 à l'hôpital employait plus de 500 médecins, 1300 infirmières et 250 professionnels de la santé.
Groote Schuur signifie « Grande Grange » en néerlandais et doit ce nom d'après la propriété originelle de Groote Schuur fondée par les colons hollandais, lorsque la ville du Cap a été fondée au XVIIe siècle.
L'hôpital est déclaré Site Patrimoine de la province du Cap occidental en 1996.